# 29122 Vasadze
29122 Vasadze (1982 YR1) là một tiểu hành tinh vành đai chính được phát hiện ngày 24 tháng 12 năm 1982 bởi L. G. Karachkina ở Đài vật lý thiên văn Crimean.